# Siegfried Schumann
Siegfried Schumann (* 1957 in München) ist ein deutscher Politikwissenschaftler.

## Leben
Nach dem Abitur 1976 am Luitpold-Gymnasium in München studierte er Pädagogik an der Universität der Bundeswehr München (Diplom 1981). 1984 wurde er zum Dr. phil. promoviert. Danach war er wissenschaftlicher Mitarbeiter an der Freien Universität Berlin und der Johannes Gutenberg-Universität Mainz. 2000 habilitierte er sich im Fach Politikwissenschaft (Thema: Persönlichkeitsbedingte Einstellungen zu Parteien) an der Universität Mainz. Seit 2007 ist er außerplanmäßiger Professor.

## Schriften (Auswahl)
- mit Jürgen W. Falter, Thomas Lindenberger: Wahlen und Abstimmungen in der Weimarer Republik. Materialien zum Wahlverhalten 1919–1933 (= Statistische Arbeitsbücher zur neueren deutschen Geschichte). Beck, München 1986, ISBN 3-406-31583-6.
- Politische Einstellungen und Persönlichkeit. Ein Bericht über empirische Forschungsergebnisse (= Empirische und methodologische Beiträge zur Sozialwissenschaft. Band 1). Lang, Frankfurt am Main u. a. 1986, ISBN 3-8204-9160-0.
- Wahlverhalten und Persönlichkeit (= Studien zur Sozialwissenschaft. Band 93). Westdeutscher Verlag, Opladen 1990, ISBN 3-531-12177-4.
- Repräsentative Umfrage. Praxisorientierte Einführung in empirische Methoden und statistische Analyseverfahren (= Lehr- und Handbücher der Politikwissenschaft). Oldenbourg, München u. a. 1997, ISBN 3-486-23662-8. (6. Auflage 2012)
- (Hrsg. mit Jürgen R. Winkler) Jugend, Politik und Rechtsextremismus in Rheinland-Pfalz. Ergebnisse eines empirischen Modellprojekts (= Empirische und methodologische Beiträge zur Sozialwissenschaft. Band 16). Lang, Frankfurt am Main u. a. 1997, ISBN 3-631-31310-1.
- Persönlichkeitsbedingte Einstellungen zu Parteien. Der Einfluß von Persönlichkeitseigenschaften auf Einstellungen zu politischen Parteien (= Lehr- und Handbücher der Politikwissenschaft). Oldenbourg, München u. a. 2001, ISBN 3-486-25173-2.
- Persönlichkeit. Eine vergessene Größe der empirischen Sozialforschung. VS Verlag für Sozialwissenschaften, Wiesbaden 2005, ISBN 3-531-14459-6.
- Quantitative und qualitative empirische Forschung. Ein Diskussionsbeitrag. Springer VS  Wiesbaden 2018, ISBN 978-3-658-17833-8
- Bewusstsein unabhängig vom Gehirn. Eine Literatursichtung mit Blick auf Willensfreiheit und einen möglichen Paradigmenwechsel. Tectum Verlag, Wissenschaftliche Beiträge Band 38, Baden-Baden 2020; ISBN 978-3-8288-4426-1